# Nguyễn Tiến Bình (Bắc Ninh)
Nguyễn Tiến Bình (1948-2013) là một sĩ quan cấp cao trong Quân đội nhân dân Việt Nam, hàm Trung tướng, Phó Giáo sư, Tiến sĩ, nguyên Chính ủy Học viện Quốc phòng (2005-2009).

## Thân thế và sự nghiệp
Ông sinh năm 1948 tại phường Đáp Cầu, thành phố Bắc Ninh, tỉnh Bắc Ninh
Năm 2005, bổ nhiệm giữ chức Chính ủy Học viện Quốc phòng
Năm 2009, ông nghỉ hưu.
Năm 2013, ông mất tại Hà Nội.
Thiếu tướng, Trung tướng (2007)

## Khen thưởng
Huân chương Quân công hạng Ba;
Huân chương Chiến công hạng Nhất;
Huân chương Chiến công giải phóng hạng Ba;
Huân chương Kháng chiến chống Mỹ cứu nước hạng Ba;
Huân chương Chiến sĩ giải phóng hạng Nhất, Nhì, Ba;
Huân chương Chiến sĩ vẻ vang hạng Nhất, Nhì, Ba;
Huy chương Quân kỳ quyết thắng;
Huy chương Vì sự nghiệp Khoa học công nghệ;
Huy hiệu 45 năm tuổi Đảng.